# Michiko Kichise
Michiko Kichise, soprannominata Mi-chan (吉瀬 美智子?, Kichise Michiko; Fukuoka, 17 febbraio 1975) è un'attrice, modella e doppiatrice giapponese.

## Biografia
Ha iniziato la carriera nel mondo dello spettacolo come modella per la pubblicità, per poi, alla metà degli anni '90 iniziare a lavorare nel cinema ed alla televisione, partecipando a vari film e dorama di successo. Conosciuta soprattutto per le sue interpretazioni di rilievo prima nella serie dedicate a Liar Game con Shōta Matsuda ed in seguito in Bloody Monday (serie televisiva) (versione live action tratta dalla serie manga omonima Bloody Monday) a fianco di Haruma Miura. Nel 2004 si è sposata.

## Filmografia

### Televisione
- Mikeneko Holmes no Suiri (NTV, 2012, ep4-6)
- Kodomo Keisatsu (TBS, 2012)
- Hanawake no Yon Shimai (TBS, 2011)
- BOSS 2 (Fuji TV, 2011, ep1)
- Hagane no Onna 2 (TV Asahi, 2011)
- Guilty Akuma to Keiyakushita Onna (Fuji TV, 2010)
- Hagane no Onna (TV Asahi, 2010)
- Bloody Monday (serie televisiva) 2 (TBS, 2010)
- Liar Game 2 (Fuji TV, 2009)
- BOSS (Fuji TV, 2009)
- Moso Shimai (NTV, 2009)
- Tenchijin - Oyu (NHK, 2009)
- Bloody Monday (serie televisiva) - Orihaya Maya (TBS, 2008)
- Taiyō to umi no kyōshitsu - Mayama Haruka (Fuji TV, 2008)
- Maou - Serizawa Mari (TBS, 2008)
- Around 40 - Minami Yukari (TBS, 2008)
- Pandora - Katsura Hitomi (WOWOW, 2008)
- Nodame Cantabile SP - Elize (Fuji TV, 2008)
- Joshi Deka! - Ninagawa Haruka (TBS, 2007)
- Hataraki Man - Kaji Maiko (NTV, 2007)
- Liar Game - Eri (Fuji TV, 2007)
- Serendip no Kiseki - Miracle of Serendip (NTV, 2007)
- Nodame Cantabile - Elize (Fuji TV, 2006)
- Attention Please (serie televisiva) (Fuji TV, 2006, ep1)
- Densha Otoko (serie televisiva) Deluxe (Fuji TV, 2006)
- Fukigen na Gene (Fuji TV, 2005, ep6-7)
- Division 1 Hannin Deka (Fuji TV, 2004)

### Cinema
- Kamisama no Karute 2 (2014) - Tomura
- Kodomo Keisatsu (2013) - Rinko Matsuda
- Sogen no Isu (2013) - Kishiko Shinohara
- Garu (2012) - Yoko Kosaka
- Kamisama no Karute (2011) - Tomura
- Ranwei bito (2011)
- Boku to tsuma no 1778 no monogatari (2011) - Takizawa's wife
- Nodame Cantabile saishū gakushō - Kōhen (2010)
- Shikeidai no Elevator (2010)
- Liar Game - The Final Stage (2010)
- Nodame Cantabile saishū gakushō - Zenpen (2009)
- Byakuya (2009)
- Jump (2004)
- Yomigaeru Kinro (1998)
- Chugoku no Chojin (1998)

### Doppiaggio
- Il professor Layton e la maschera dei miracoli (2011), Angela Ledore